# ماورو سيركويرا
ماورو سيركويرا (20 أغسطس 1992 بلوريس في البرتغال - ) هو لاعب كرة قدم برتغالي في مركز الدفاع.

## روابط خارجية
- ماورو سيركويرا على موقع قاعدة بيانات كرة القدم.إي يو (الإنجليزية)
- ماورو سيركويرا على موقع Soccerway.com (الإنجليزية)
- ماورو سيركويرا على موقع AS.com (الإسبانية)